# Columbia Records
Columbia Records es la marca comercial más antigua utilizada en la grabación de sonido, datando de 1887. Actualmente es una subsidiaria de la marca Sony Music. También, es la discográfica más antigua del mundo, siendo la primera compañía en producir grabaciones como alternativa a los cilindros de fonógrafo. Empezó a lanzar grabaciones de cantantes, instrumentistas y bandas desde el año 1903. Desde 1961 hasta 1990, sus grabaciones en Estados Unidos, Canadá y otros países del continente americano se hicieron a través del sello CBS. Actualmente, es subsidiaria de la marca Sony Music en conjunto con Epic Records y RCA Records.

## Historia

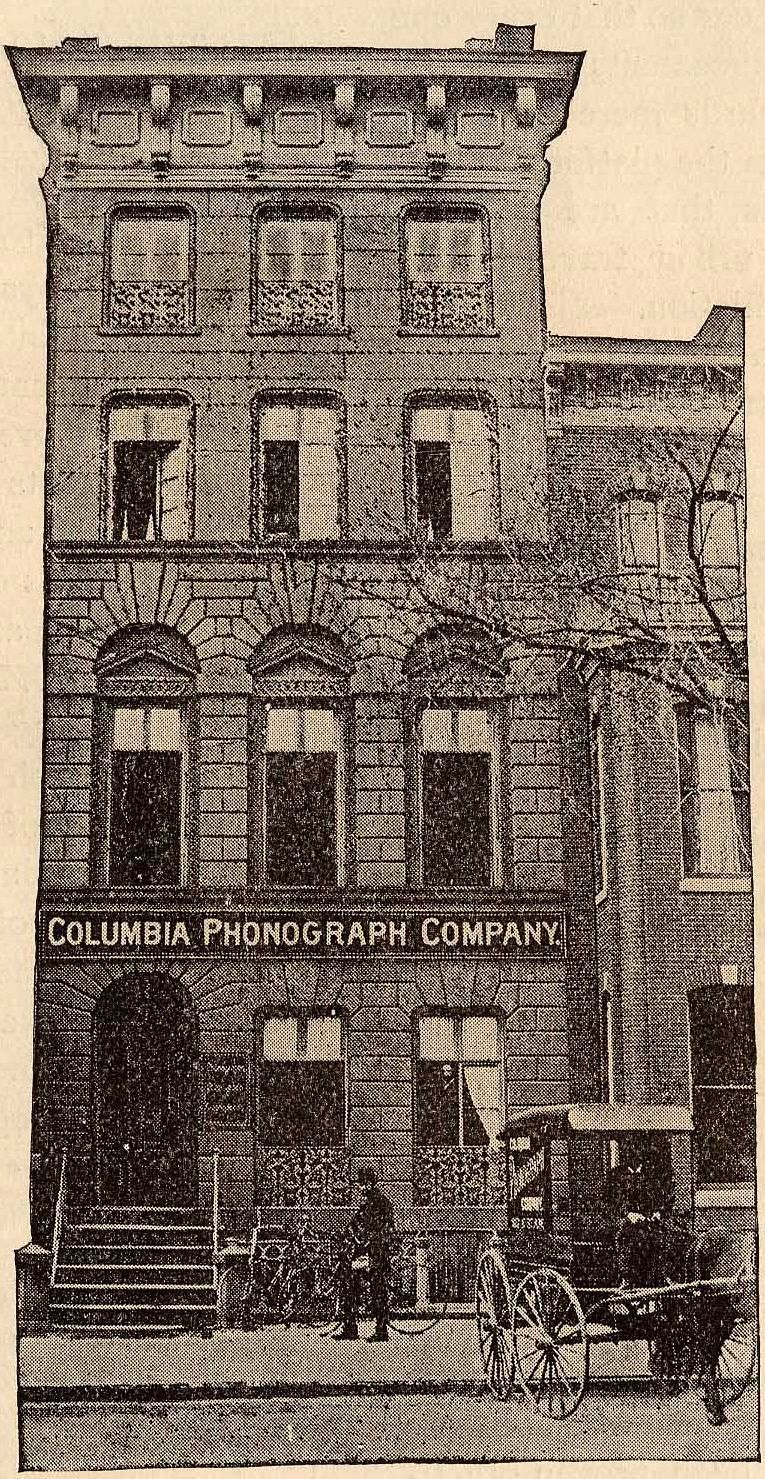
Primera sede de la Columbia Phonograph Company en Washington, D. C. (1889).

Columbia fue originalmente la distribuidora y vendedora de los fonógrafos de Edison y sus respectivos cilindros en Washington D. C., Maryland y Delaware. Como era la costumbre de algunas compañías regionales Columbia produjo muchas de las grabaciones en los cilindros comerciales que distribuía. Columbia incrementó sus lazos comerciales con Edison y la "North American Phonograph Company" en 1893, y posteriormente, sólo vendía grabaciones y fonógrafos de su propia manufactura.
Columbia empezó vendiendo discos grabados y fonógrafos en forma paralela a los sistemas de cilindros en 1901. Por una década, Columbia Records compitió tanto con la compañía de cilindros de Edison como con la compañía de discos Victor Talking Machine, siendo uno de los tres grandes nombres en la industria transnacional del sonido grabado. En 1908 Columbia introdujo la producción masiva de los discos de doble cara, con grabaciones estampadas en ambos lados del disco. Esto se solía hacer para las grabaciones comerciales de música popular y cantantes de poco renombre, pues las grabaciones de celebridades como cantantes de ópera y famosos instrumentistas, siguieron siendo de una sola faz hasta el año 1923 cuando se decide (conjuntamente con Victor Talking Machine) dejar de producir esta clase de discos y volcarse de lleno a la producción de discos dobles.
En 1903, la compañía inicia la serie de discos de celebridades bajo el nombre "Columbia Grand Opera Record", contando con algunos de los más destacados cantantes líricos de la época como Ernestine Schumann-Heink, Edouard de Reszke y Sigrid Arnoldson. Eran discos de una sola faz con acompañamiento de piano, como generalmente se hizo hasta 1905 cuando los cantantes comenzaron a acompañarse con orquesta.
Columbia sentó precedente en la innovación y perfeccionamiento que hacía de sus productos, ya sea mejorando algunos dispositivos patentados por Edison o bien brindando mejoras de su propia inventiva en cuanto al mecanismo de los aparatos y a su parte acústica, mejorando las membranas de reproducción y de grabación y llegando muchas veces a superar a los aparatos de Edison en mecánica y reproducción del sonido.
En julio de 1912 Columbia decidió concentrarse exclusivamente en las grabaciones de discos, abandonando la manufactura de fonógrafos de cilindro y los cilindros respectivos, aunque la empresa continuó prensando y vendiendo grabaciones en cilindro de su catálogo anterior por uno o dos años más.
A principios de 1925, Columbia inició la grabación de discos bajo el entonces novedoso proceso eléctrico de grabación creado por la empresa estadounidense Western Electric y que fuera denominado comercialmente Viva Tonal. En un acuerdo secreto con Victor, ambas compañías no hicieron del conocimiento público el nuevo proceso de grabación por algunos meses, para no perjudicar las ventas de sus grabaciones acústicas remanentes mientras era construido el nuevo catálogo de grabaciones eléctricas. En 1926 Columbia adquirió Okeh Records. En octubre de 1928, el ejecutivo de Columbia, Frank Buckley Walter se aventuró a producir las primeras grabaciones del género de música country o "hillbilly" en Johnson City, Tennessee e incluyó a artistas del género tales como Clarence Greene y al legendario violinista y actor, Charlie Bowman.

## Sellos afiliados
Algunos de los sellos afiliados a Columbia Records son:
- American Recording Company
- Columbia Label Group (desaparecido en 2011)
- Aware Records
- Columbia Nashville